# Roundstonia cumuloidea
Roundstonia cumuloidea är en kräftdjursart som först beskrevs av Joseph Swain 1963.  Roundstonia cumuloidea ingår i släktet Roundstonia och familjen Loxoconchidae. Inga underarter finns listade i Catalogue of Life.